# Pâté

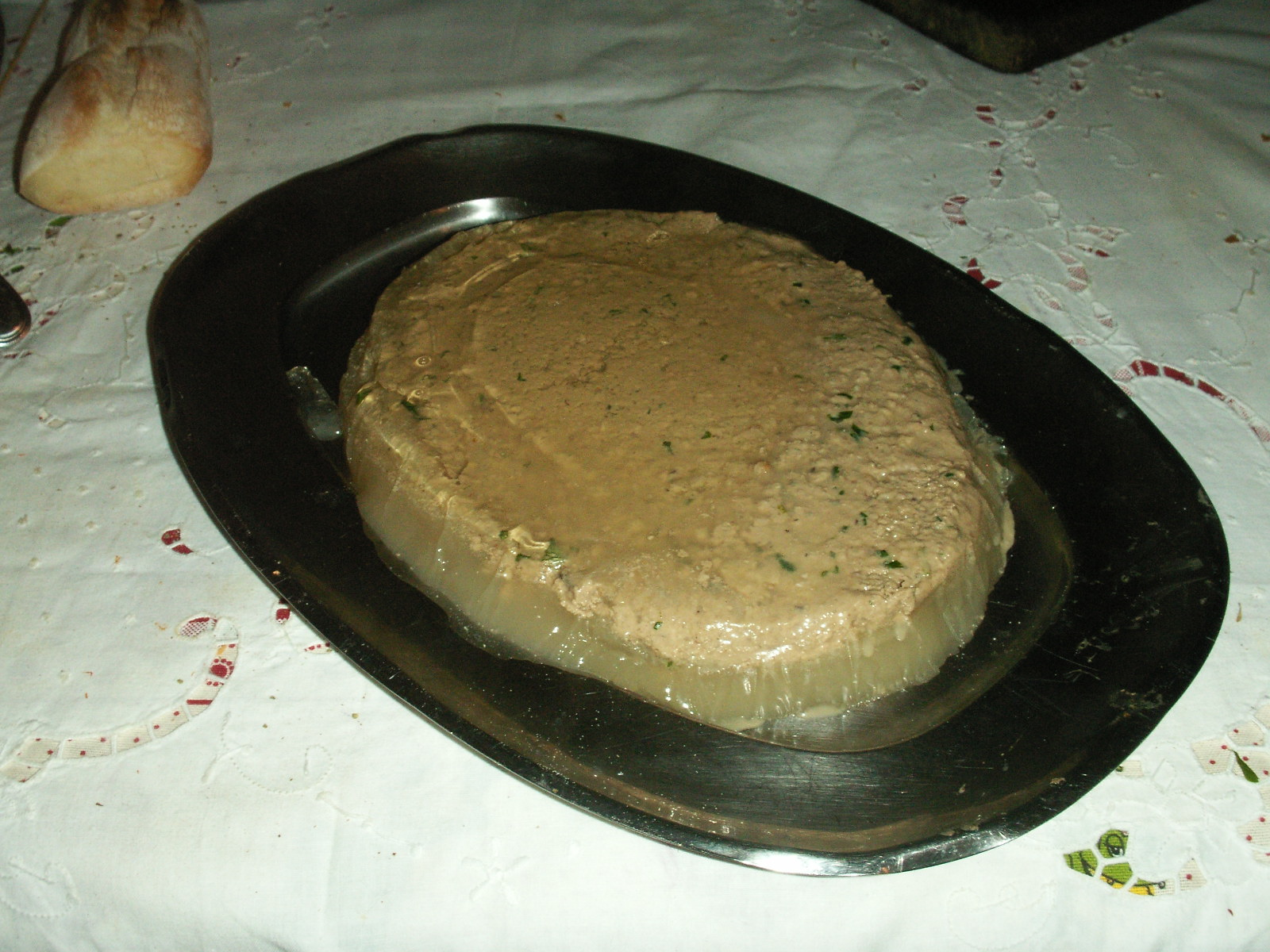
Pâté di fegato.

Il pâté, in italiano adattato come paté o patè o detto anche pasticcio, è un impasto di carne, pesce o vegetali tritati e grassi alimentari ridotti al mortaio in un composto di pasta spalmabile.

## Storia
(Curnonsky, pag. 401.)
Le prime testimonianze dell'ingrasso degli animali al fine di confezionare pâté si vedono nei geroglifici egizi. Il popolo israelita imparò in Egitto questa pratica. Con l'esodo guidato da Mosè la importò in Israele e con la diaspora la diffuse ovunque: Europa Centrale, Roma, Cartagine, più tardi nelle regioni francesi d'Occitania e d'Alsazia.
Anticamente il pâté si faceva in crosta, ossia le carni, il pesce o le verdure si mettevano dentro come se fossero il ripieno in una pasta. I romani facevano un pâté che si chiamava ficatum, perché ingrassavano il maiale e le oche con i fichi.
Nel Medioevo il pâté in crosta si sviluppò molto: il termine pasticceria inizialmente si applicava proprio ai pasticci salati. Il successo delle preparazioni medioevali continuò nel Rinascimento e si diffuse specialmente in Francia.

## Composizione

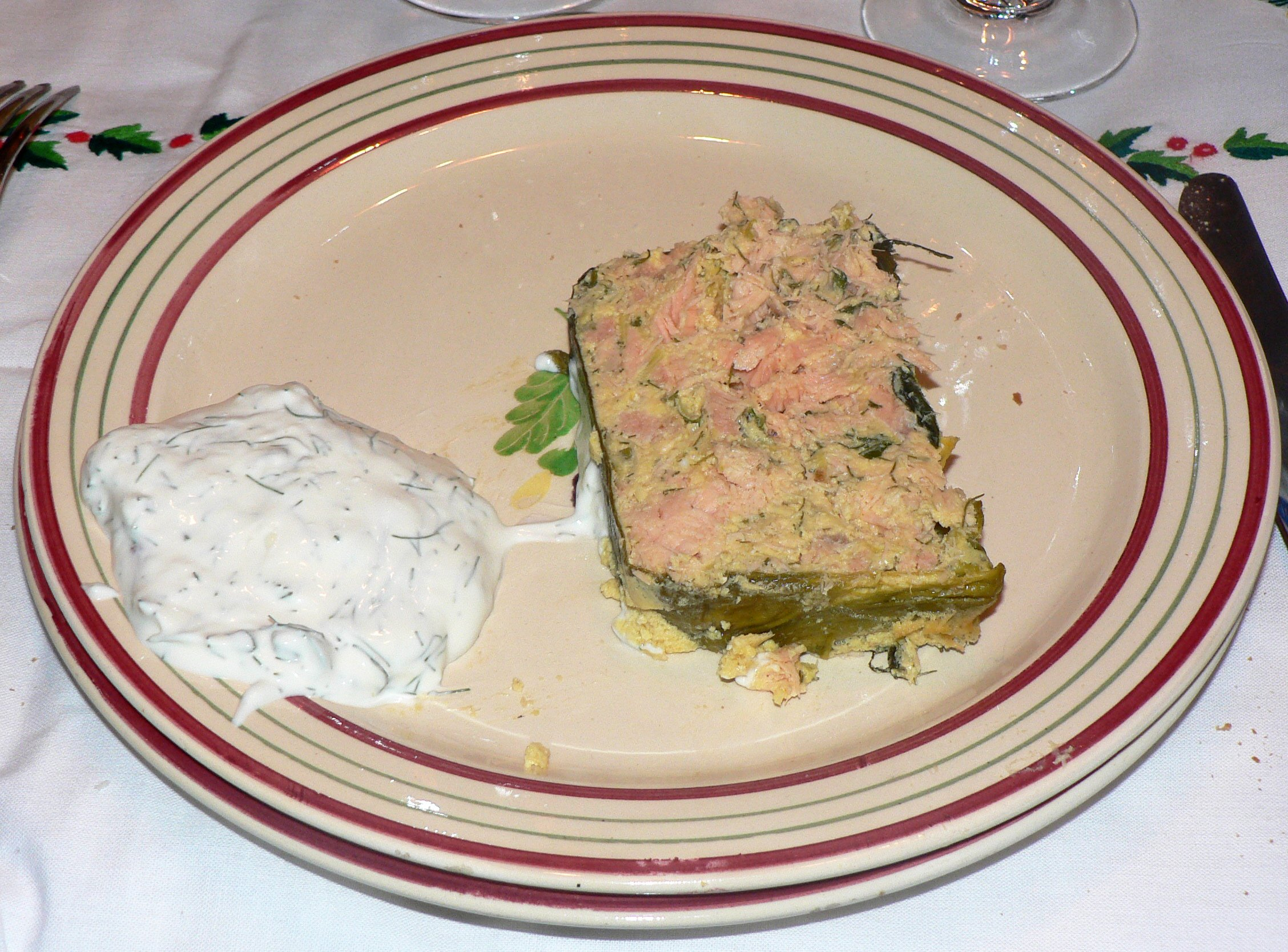
Pâté di salmone

Auguste Escoffier nel suo libro Ma cuisine contempla il pâté d'anguilla, di salmone, pâté di vitello e prosciutto cotto, pâté di pollo, di anatroccolo, di piccione, di faraona, d'allodola, becaccia, fagiano, tordo, piviere, pavoncella, beccaccino, pernice, lepre e infine pâté di fegato d'oca. Nel tempo sono stati elaborati anche pâté di tonno, di prosciutto, di ricotta e prosciutto cotto.

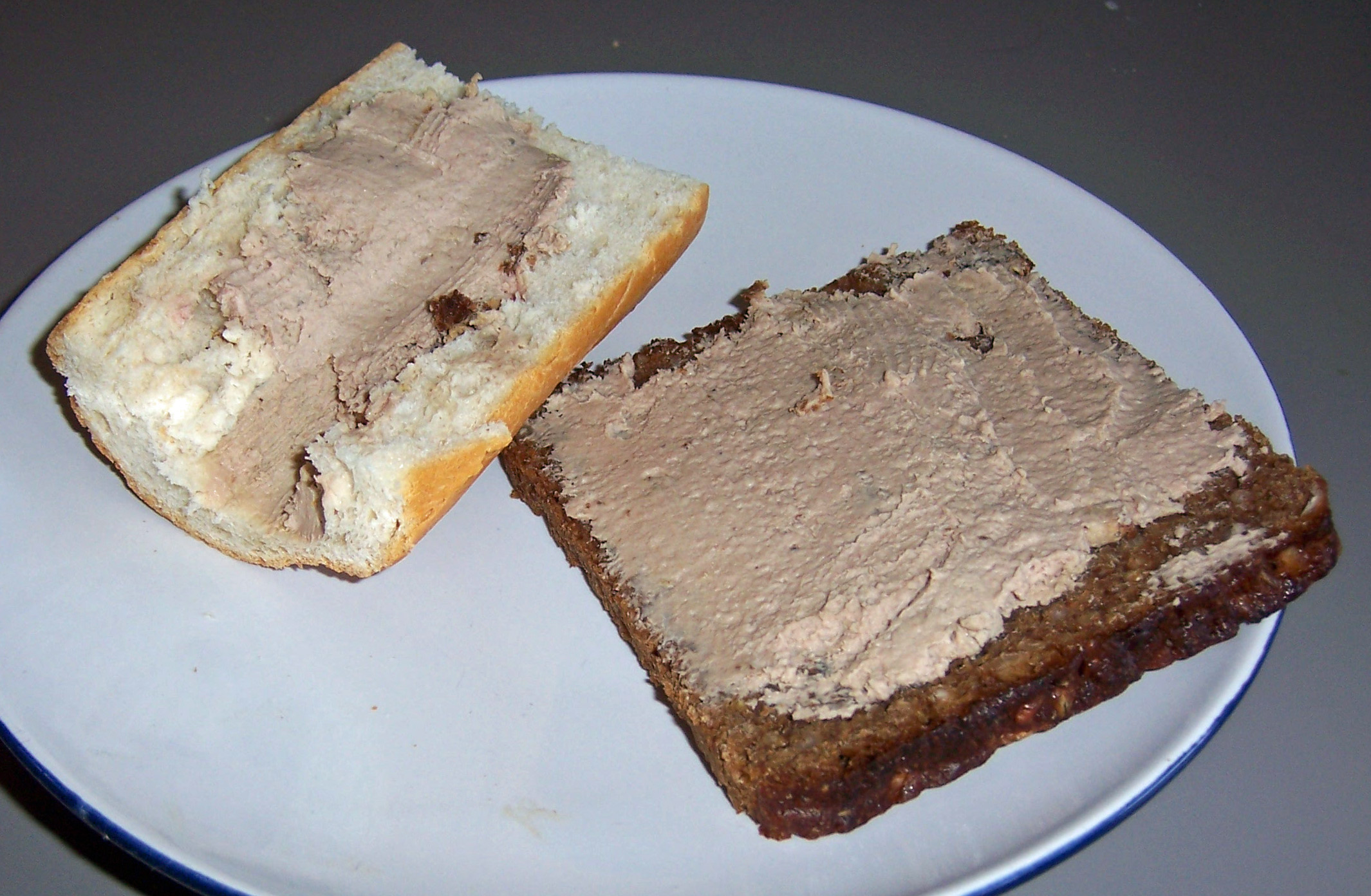
Pâté di fegato su pane rosso danese (rugbrød) e baguette francese

Per il pâté di fegato può essere usato il fegato che si trova in commercio: dal più economico fegato di maiale ai fegatini di pollo, di coniglio, di agnello.
Si possono usare i grassi alimentari come lardo, strutto, burro, margarina, olio.
La carne trita che si aggiunge al fegato, per smorzarne il sapore forte, è quella di maiale, poco costosa, o di vitello, meno saporita e più dispendiosa. In Toscana si adopera la milza di maiale, molto economica.
Le verdure, le erbe aromatiche e gli aromi usati classicamente durante la cottura sono la carota, la cipolla, il timo e l'alloro. Si può optare anche per il rosmarino e la salvia. Dopo la cottura si possono aggiungere altri aromi, pestati al mortaio: capperi, prezzemolo, menta e basilico nonché, a seconda dei gusti, miscele varie di coriandolo, pepe, finocchietto (conosciuto col nome improprio di semi di finocchio), noce moscata o aromi esotici, come cumino, cannella, zenzero, curry, carvi, citronella.
A parte si prepara un brodo di proprio gradimento, si mischia col vino e si ricopre il fegato preventivamente soffritto. Il vino classico è il madera; in mancanza può andare bene anche il porto o la malvasia secca nostrana. Nei libri di ricette classici si consiglia di aggiungere opzionalmente del brandy, o meglio cognac.
Il pâté si consuma freddo e dura anche una settimana, ma potrebbe disidratarsi e formare delle croste o scurirsi, per cui a scopo protettivo viene immerso in una gelatina, preparata al momento. Anticamente si otteneva facendo bollire parti ricche di collagene come la testina di vitello o i piedini di maiale, oggi si trova gelatina in fogli da sciogliere in acqua e utilizzare subito.

## Varietà

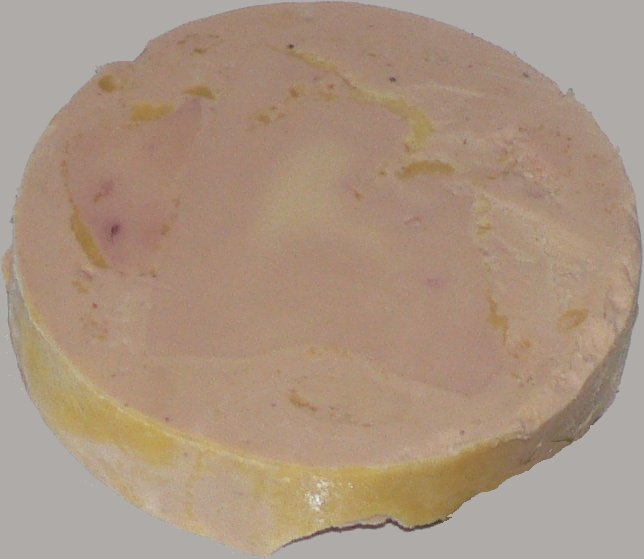
Fetta di foie gras

Nella cucina francese il pâté è uno dei piatti tradizionali, di epoca ottocentesca. Può essere rivestito di pasta di pane che cuocendo diventa una crosta (in tal caso si chiama pâté en croûte) oppure cotto in una terrina (assumendo il nome di pâté en terrine). Il più noto è il pâté de foie gras (o pasticcio di fegato grasso), preparato col fegato tritato d'oca con l'aggiunta di grasso, verdure, erbe aromatiche, spezie e cotto in brodo e vino. Il foie gras entier, invece, è il fegato d'oca cotto intero ed affettato.
Il fegato d'oca può essere sostituito con i fegatini di pollo, eventualmente mescolati con carne macinata di maiale, per alleggerirne il sapore. La forma può essere anche quella di un polpettone.

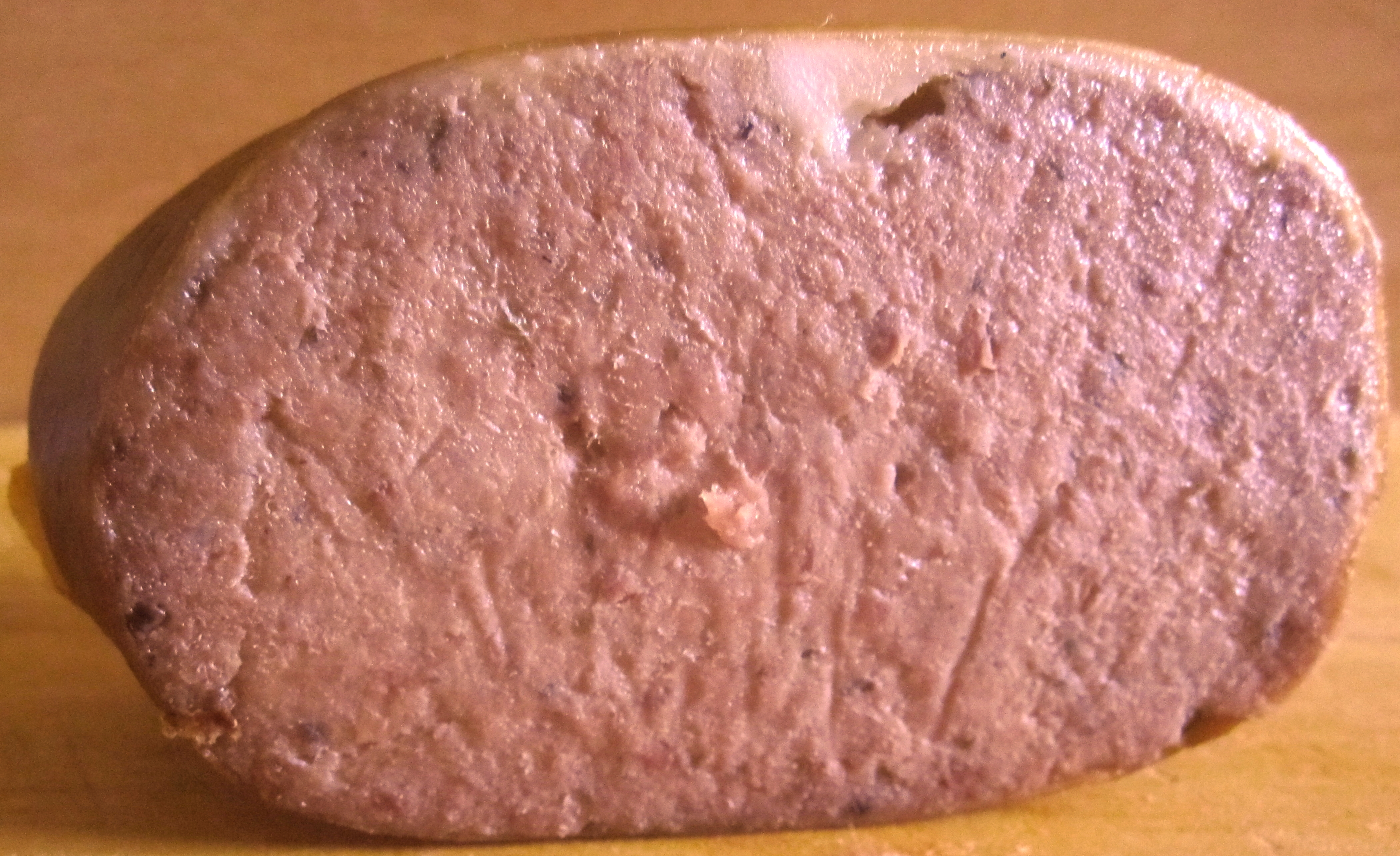
Leberwurst

In Austria, Finlandia, Germania, Paesi Bassi, Romania, Svezia ed Ungheria alcuni pâté di fegato vengono trasformati in morbidi salumi, chiamati leverworst (in neerlandese) o Leberwurst (in tedesco); negli Stati Uniti in generale viene chiamato meatloaf, una specie di polpettone industriale, a volte liverwurst o Braunschweiger.

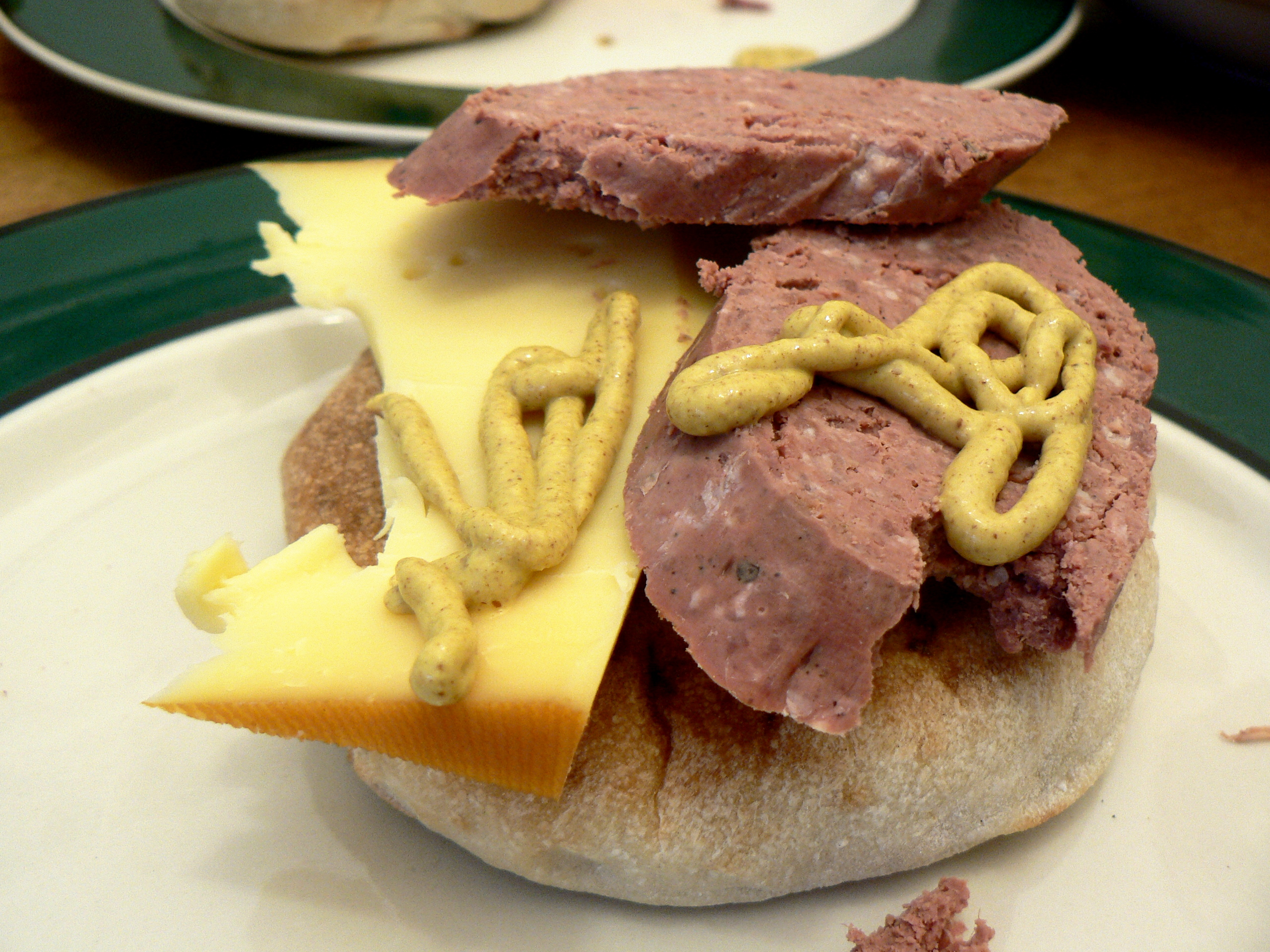
Braunschweiger

In Scandinavia esiste il leverpostej, un pâté simile al pâté en terrine, realizzato solitamente con carne e fegato di maiale. In Russia ed Ucraina la pietanza viene preparata solo con il fegato ed è nota con il nome di pečenočn'ij paštet (in russo печеночный паштет). A differenza del metodo usato in Europa occidentale, il fegato viene prima fatto bollire e poi mescolato con burro o grasso ed altri ingredienti, come la cipolla (fresca o fritta), le spezie e le erbe aromatiche; può essere ulteriormente cotto, ma molto spesso si serve direttamente sul pane, accompagnato con aneto o altre erbe.
Oltre ai pâté in forma di salume, vi è una vasta varietà di pâté in scatola e in tubetto, anche di tonno e di salmone.
Esistono versioni di pâté vegetariane, a base di tofu, funghi, noci, fagioli, ceci, olive, carciofi.
Un pâté vegetariano proveniente dalla cucina macrobiotica è fatto con lenticchie, cipolle, bollite e ridotte in purea col setaccio, a cui si aggiunge un condimento chiamato miso e foglie di alloro, dopodiché si passa al forno.

## Abbinamenti enogastronomici
Julia Child con i pâté consiglia un vino della Borgogna, che può essere un bianco secco come lo Chablis o un Macon rosé, o un rosso come il Beaujolais o il Chinon, oppure un buon vino regionale dello stesso tipo. In Italia allo Chablis corrisponde lo chardonnay, come lo Chardonnay del Trentino; il Macon rosé è una miscela di pinot e gamay, quindi un Pinot bianco del Trentino o un Pinot nero del Trentino. In Italia c'è ampia scelta di vini rossi regionali, ma ai pâté, che sono molto grassi, bisogna abbinare vini corposi, come Chianti o Brunello di Montalcino.
Il pâté di fegato si abbina con un vino bianco corposo, anche frizzante, o rosato. Curnonsky consiglia di accompagnarlo con vini bianchi come il Sylvaner, il Tokaji, il Riesling, oppure vini rossi della Côte de Beaune: il Medoc, il Beaujolais, il Bourgueil o il Chinon. Il Medoc è un cabernet-sauvignon del quale in Italia c'è ampia scelta, come il Cabernet Sauvignon dell'Alto Adige, o dell'Oltrepò pavese. Il Beaujolais è basato sul vitigno gamay, che in Italia si trova solo in Valle d'Aosta, Friuli e Piemonte. Il Bourgueil è prodotto dal vitigno cabernet franc, che dà un vino come il Cabernet franc dell'Alto Adige o il Friuli Isonzo. Il Chinon è un miscuglio di cabernet franc (90%) e cabernet-sauvignon (10%).

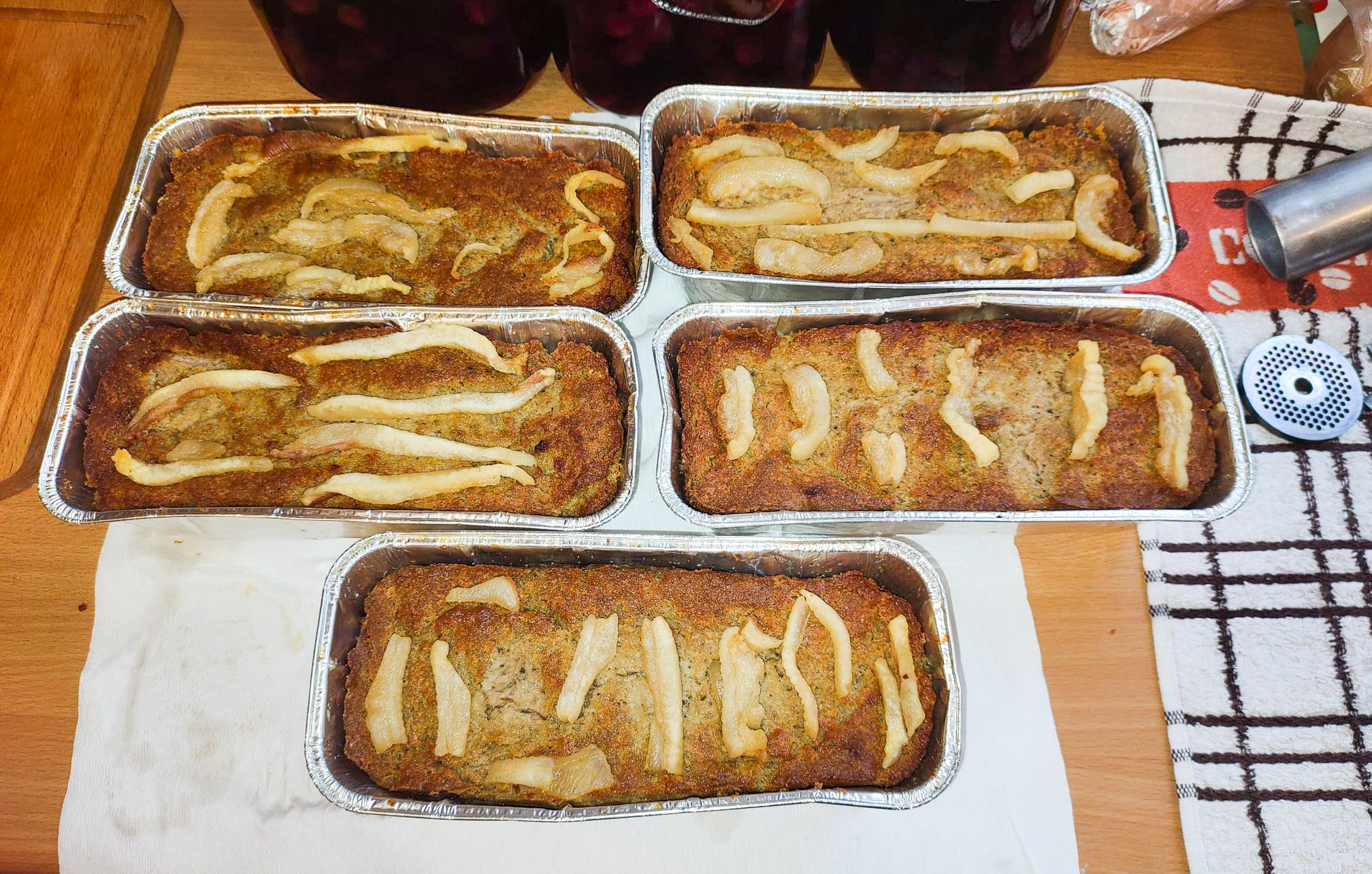
Pasztet polacco fatto in casa

## Galleria d'immagini

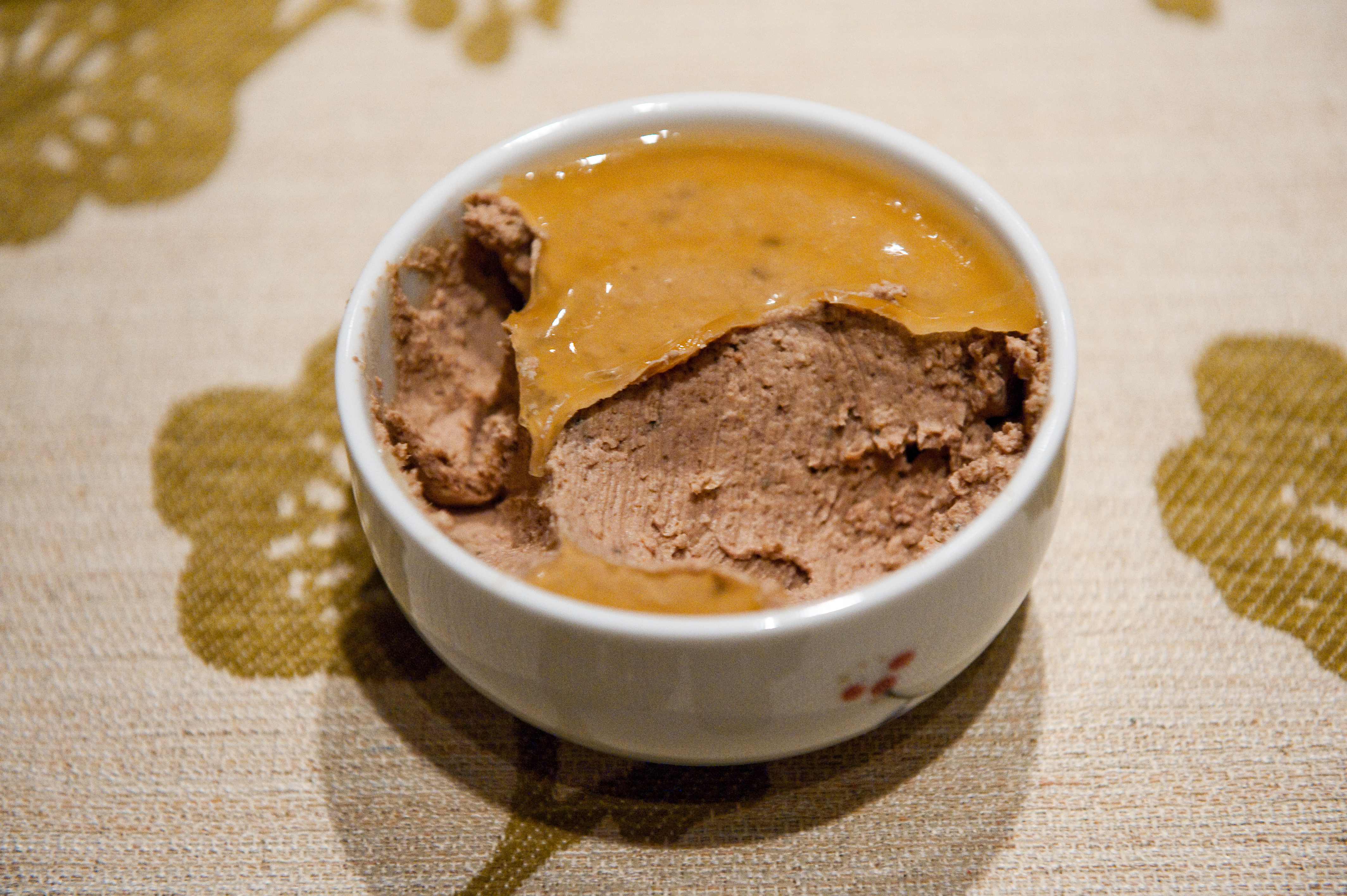
Terrina di pâté di anatra al porto
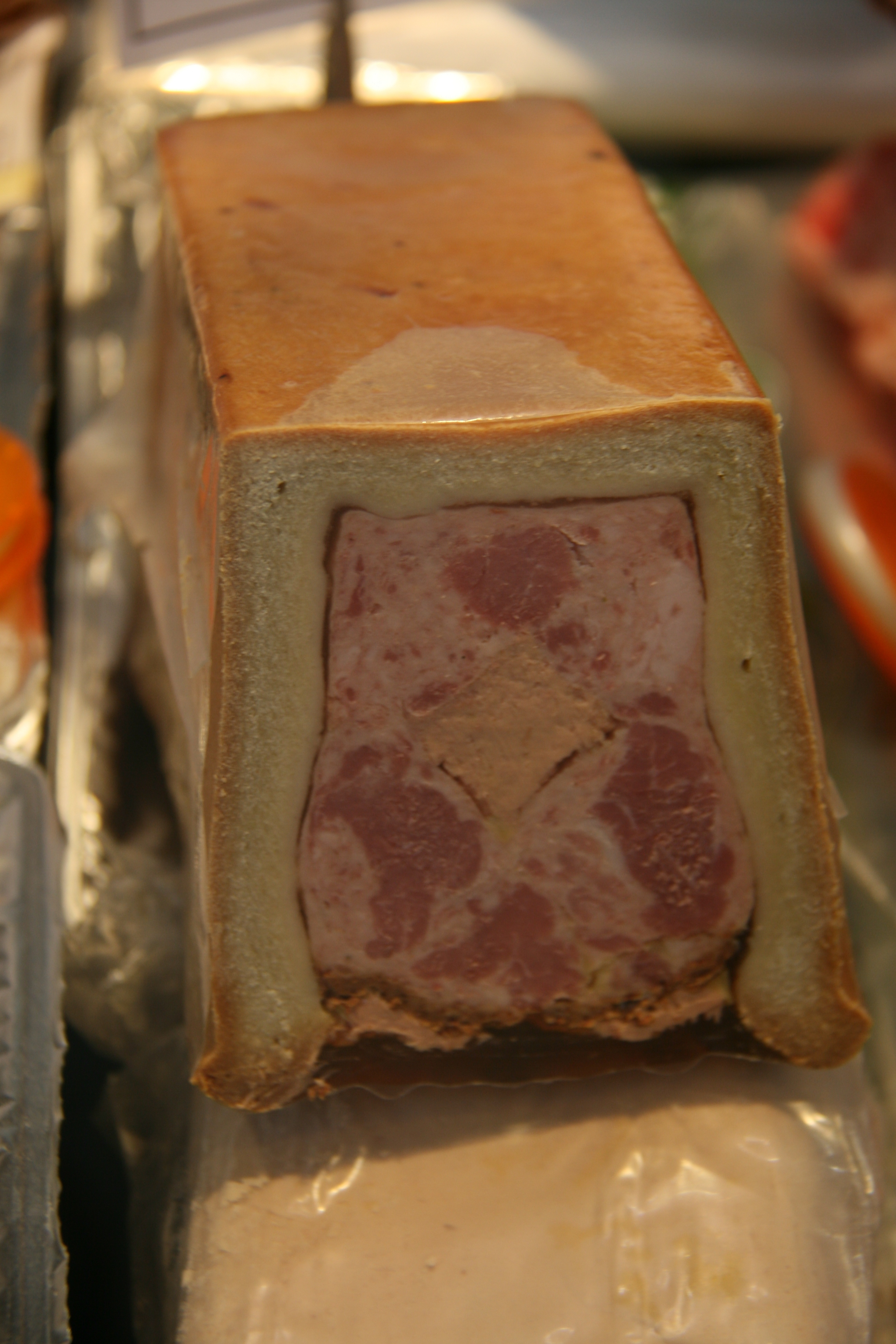
Pâté in crosta
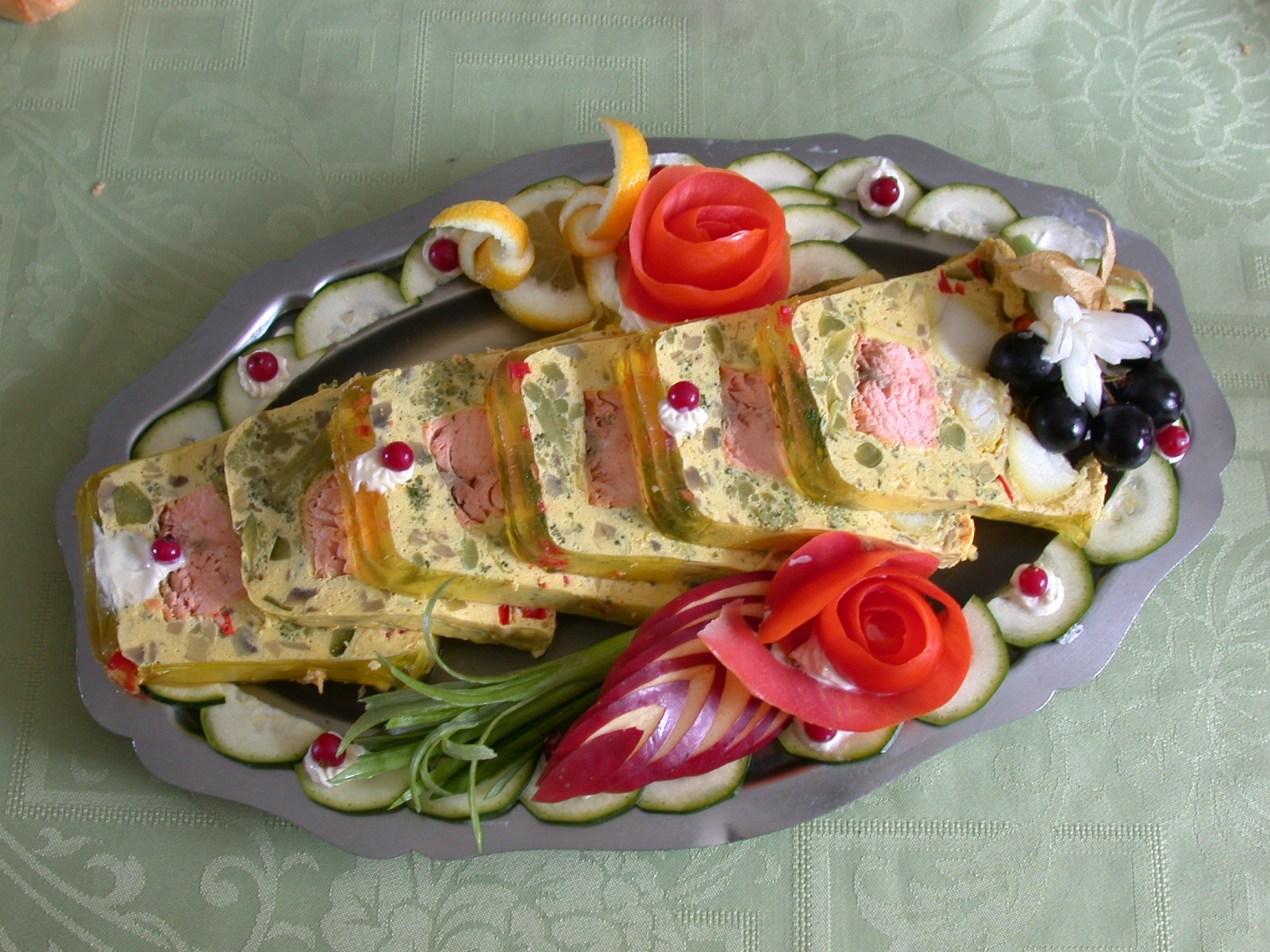
Terrina di salmone al basilico
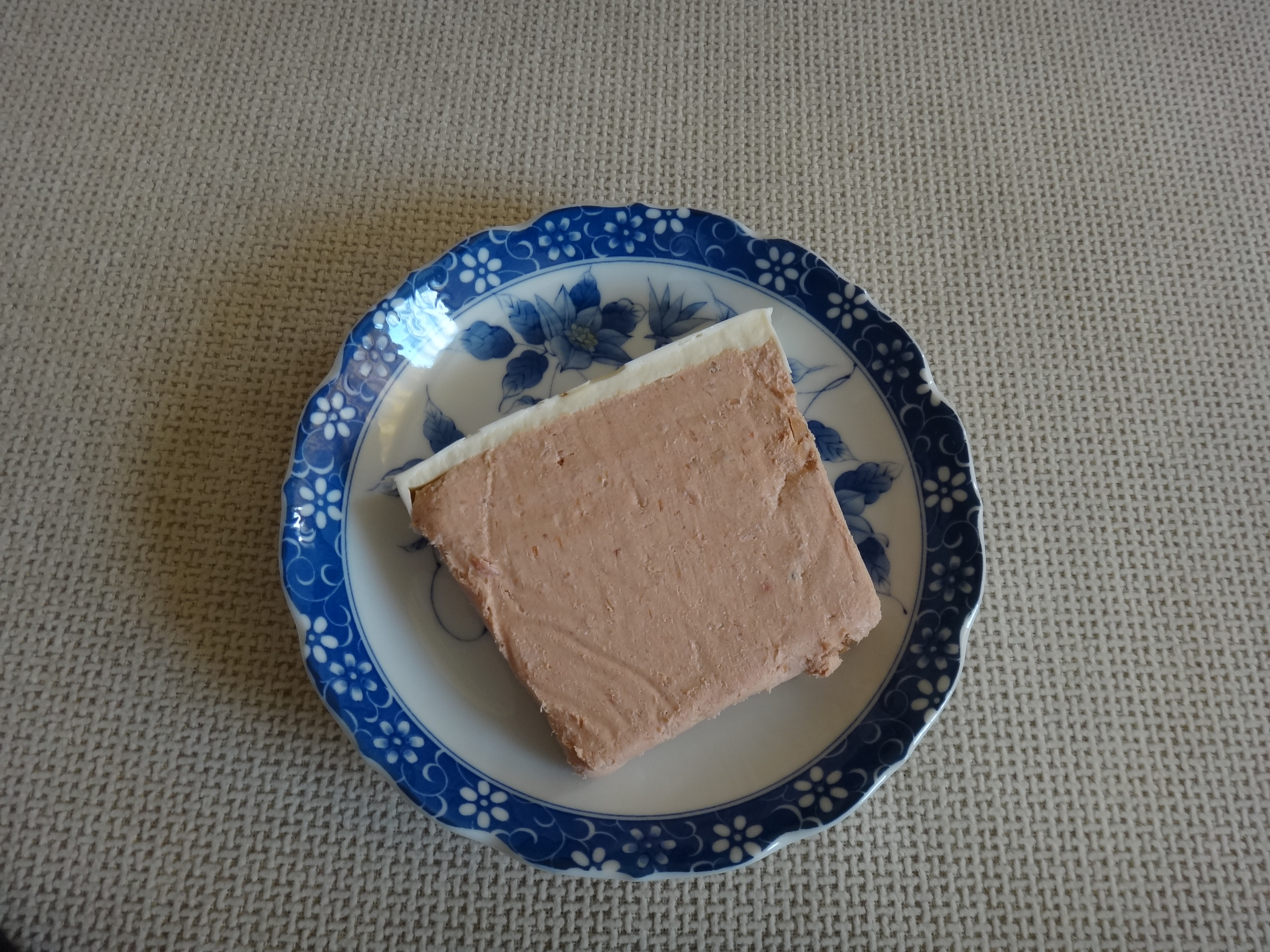
Pâté di tonno
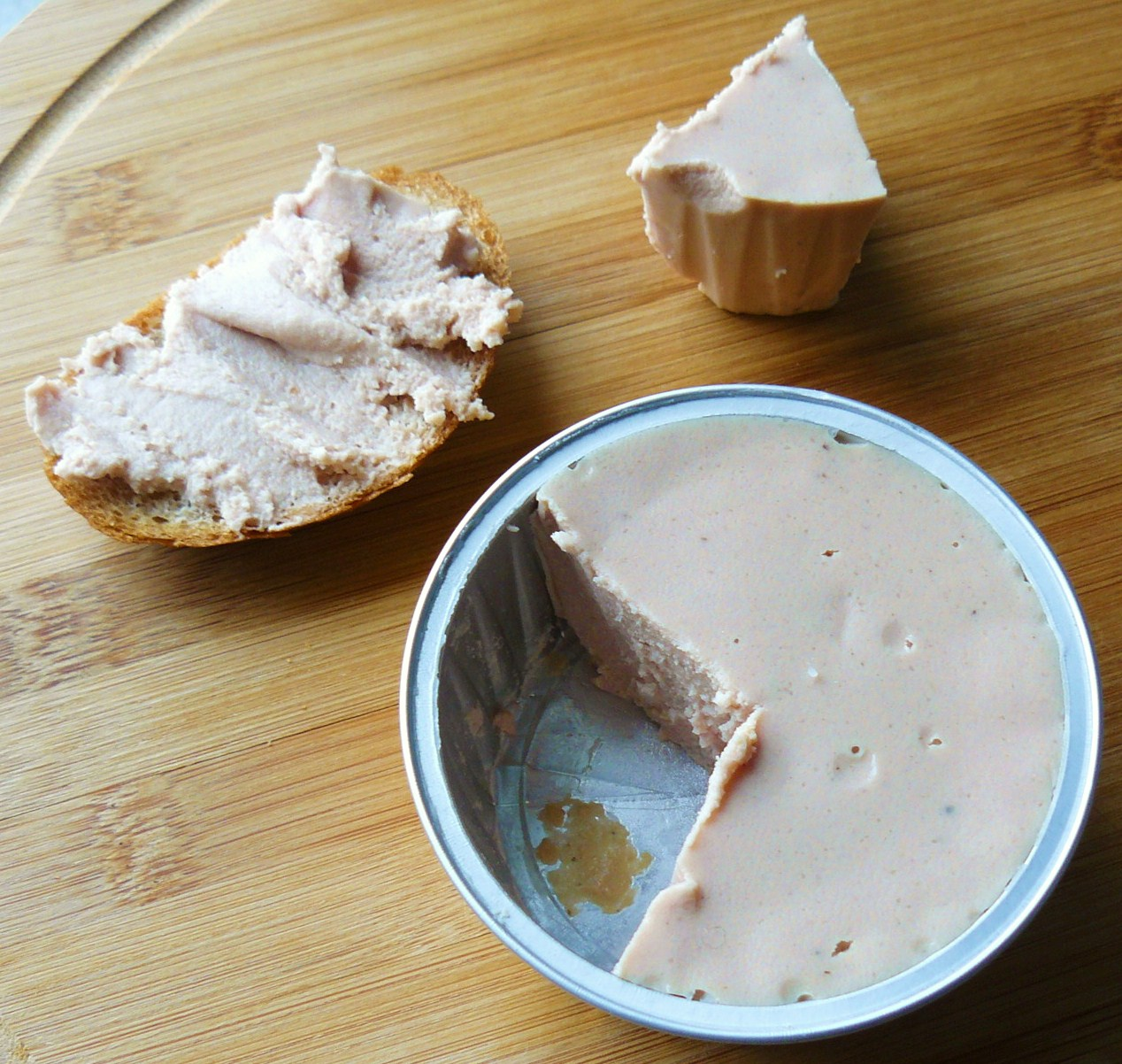
Pâté polacco di carne trita industriale
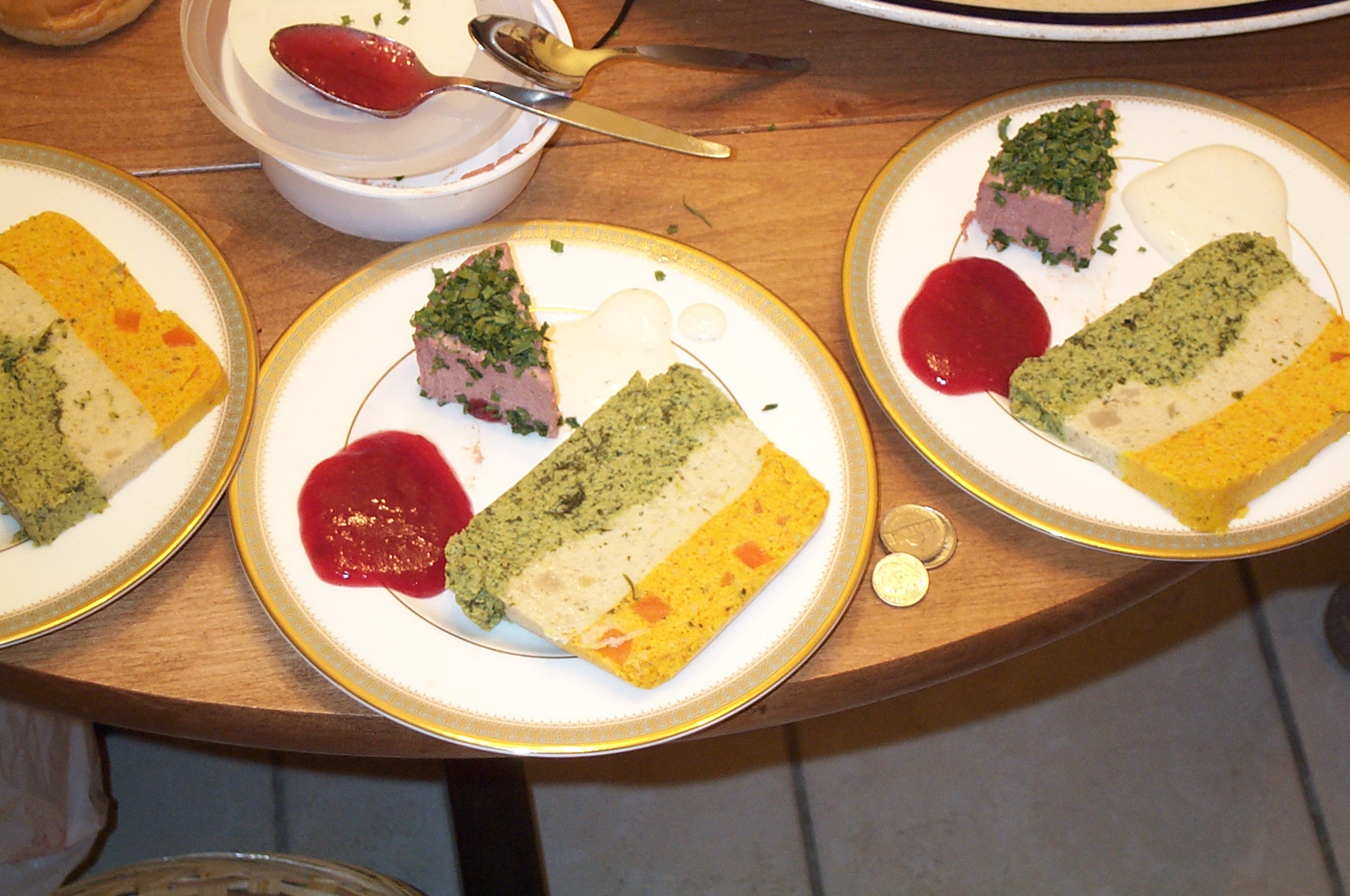
Terrina ai tre vegetali e pâté leberwurst con mostarda di mirtillo al rafano[22] e Ranch dressing